# Eric Snow
Eric Snow (* 24. April 1973 in Canton, Ohio) ist ein ehemaliger US-amerikanischer Basketballspieler der Cleveland Cavaliers in der National Basketball Association. Der 1,91 Meter große Snow spielte auf der Position des Point Guards und spielte in der NBA zuvor für die Seattle SuperSonics und die Philadelphia 76ers.

## Karriere
Snow wurde im NBA-Draft von 1995 an 43. Stelle von den Milwaukee Bucks verpflichtet, aber sofort an die SuperSonics transferiert. In den ersten beiden Jahren war er Ersatzspieler von Gary Payton und spielte ca. zehn Minuten pro Spiel. Während der Saison 1997/98 wurde er zu den 76ers transferiert, und unter Coach Larry Brown schaffte es der offensiv limitierte, aber defensiv starke Snow in die Startformation der Mannschaft. An der Seite von Allen Iverson erreichte Snow 2001 die NBA-Finals, wo die 76ers mit 1:4 gegen die Los Angeles Lakers unterlagen.
Snows beste Saison war vermutlich 2002/03, wo er 12,9 Punkte pro Spiel erzielte und ins All-Defensive-Team gewählt wurde. Bemerkenswert war auch seine gute Freiwurfquote von 86 %, da Snow in frühen Jahren kaum 50 % seiner Freiwürfe verwandelt hatte. Mit den 76ers erreichte er noch mehrere Male die Playoffs, scheiterte aber früh und wurde schließlich 2005 an die Cavaliers weitergegeben. An der Seite von LeBron James erreichte Snow 2007 zum zweiten Mal in seiner Karriere die NBA-Finals. Snow konnte als Reservespieler nicht das 0:4-Debakel gegen die San Antonio Spurs verhindern. Im nächsten Jahr bekam er Arthritis im linken Knie, was ihn quasi zum Sportinvaliden machte. In der Saison 2007/08 konnte er noch 22 Spiele für die Cavaliers bestreiten, seitdem stand er wegen seiner Krankheit nicht mehr auf dem Feld. Derzeit arbeitet Snow als TV-Experte und ist Sprecher der Philadelphia 76ers.

## Privatleben
Snow war von 1998 bis 2010 mit DeShawn verheiratet und hat mit ihr drei Söhne, E. J., Darius und Jarren. Sein älterer Bruder Percy Snow ist ein ehemaliger American-Football-Spieler der Kansas City Chiefs. Snow engagiert sich karitativ in seiner Shoot For The Moon Foundation für die Erziehung kleiner Kinder. Er wurde 1998 und 1999 für den NBA Sportsmanship Award nominiert, den 1999 auch gewann. 2004 wurde er für den J. Walter Kennedy Citizenship Award nominiert, und gewann ihn 2005 schließlich.